# Siedmiorogów Drugi
Siedmiorogów Drugi (dawniej Siedmiorogowo, niem. Siebenwald) – wieś w Polsce położona w województwie wielkopolskim, w powiecie gostyńskim, w gminie Borek Wielkopolski. Populacja Siedmiorogowa Drugiego wynosi 235 osób.

## Historia
Miejscowość wzmiankowana po raz pierwszy jako Siemigród w 1398 roku jako własność braci Jędrzeja i Pawła z Zimnowody. Siedmiorogów Drugi, pierwotnie zwany Siemigrodowem (stara nazwa pochodzi od staropolskiego wyrazu siemi, który oznaczał "wspólny" lub "bratni", wskazując na rodową wspólnotę), wskazuje na to, że miejscowość wyrosła w okresie formowania się wspólnoty rodowej. W XV wieku wieś znana była już jako Siedmiorogów. Legenda głosi, że nazwa pochodzi od siedmiu rogów jelenia, który został upolowany przez władcę podczas polowania w okolicy. W XVII wieku trzej potomkowie starosty nieprawnie przejęli Siedmiorogów, ale dopiero Sejm Walny z 1673 roku przywrócił wieś jako dobra koronne. W 1732 roku na miejscu dawnego grodu starosta wybudował barokowy dworek obronny, który przetrwał do dzisiejszych czasów po przebudowie w XIX wieku. Chłopów uwłaszczono w 1842 roku. W okresie Wiosny Ludów lasy wokół służyły jako obóz kosynierów. Po II wojnie światowej folwark został podzielony na parcele, a część ziemi przypadła chłopom z Celestynowa. Pozostała część stała się państwowym gospodarstwem rolnym o powierzchni około 1000 hektarów, zapewniając zatrudnienie większości mieszkańców wsi. Obecnie folwark jest dzierżawiony przez spółkę rolną z Karolewa. 
W okresie Wielkiego Księstwa Poznańskiego (1815-1848) miejscowość wzmiankowana jako Siedmiorogów Olendry należała do wsi większych w ówczesnym pruskim powiecie Krotoszyn w rejencji poznańskiej. Siedmiorogów Olendry należał do okręgu borkowskiego tego powiatu i stanowił odrębny majątek, którego właścicielem był wówczas Celestyn Smitkowski. Według spisu urzędowego z 1837 roku wieś liczyła 240 mieszkańców, którzy zamieszkiwali 29 dymów (domostw).
W latach 1975–1998 miejscowość administracyjnie należała do województwa leszczyńskiego.

## Zabytki
- Barokowy dwór kryty gontem, wzniesiony w 1732 roku dla właściciela Siedmiorogowa – Jana Tworzyjańskiego. Jego wnętrza i fasada zostały przebudowane w drugiej połowie XIX wieku.